# Jessica Chaffin
Jessica Chaffin (Newton, 5 gennaio 1982) è un'attrice statunitense.
Membro del duo comico "Ronna and Beverly", interpretato insieme a Jamie Denbo, è divenuta nota grazie al ruolo ricorrente nella serie televisiva per ragazzi Zoey 101 e alle apparizioni in film come Corpi da reato (The Heat) e Spy.
Tra il 2014 e il 2015 è apparsa anche nella serie televisiva Episodes con Matt LeBlanc, mentre nel 2016 è entrata nel cast principale di Papà a tempo pieno, anch'essa con protagonista LeBlanc.

## Filmografia

### Cinema
- Corpi da reato (The Heat), regia di Paul Feig (2013)
- Hello, My Name Is Doris, regia di Michael Showalter (2015)
- Spy, regia di Paul Feig (2015)
- Ghostbusters, regia di Paul Feig (2016)
- Fun Mom Dinner, regia di Alethea Jones (2017)
- Pitch Perfect 3, regia di Trish Sie (2017)
- Desperados, regia di Lauren Palmigiano (2020)

### Televisione
- All That – sketch comedy (2002)
- Le cose che amo di te (What I Like About You) – serie TV, episodio 1x19 (2003)
- Las Vegas – serie TV, episodio 2x19 (2005)
- Zoey 101 – serie TV, 13 episodi (2005-2008)
- Weeds – serie TV, episodi 4x11-4x12 (2008)
- Entourage – serie TV, episodio 5x10 (2008)
- Curb Your Enthusiasm – serie TV, episodio 7x01 (2009)
- 90210 – serie TV, 3 episodi (2009-2010)
- United States of Tara – serie TV, 4 episodi (2010)
- NTSF:SD:SUV:: – serie TV, episodio 2x02 (2012)
- 2 Broke Girls – serie TV, episodio 2x08 (2012)
- Arrested Development - Ti presento i miei (Arrested Development) – serie TV, episodi 4x03, 4x05 (2013)
- Childrens Hospital – serie TV, episodio 5x10 (2013)
- The League – serie TV, episodio 5x09 (2013)
- New Girl – serie TV, 4 episodi (2013-2014)
- The Crazy Ones – serie TV, episodio 1x18 (2014)
- Sam & Cat – serie TV, episodio 1x32 (2014)
- Silicon Valley – serie TV, episodio 1x08 (2014)
- Episodes – serie TV, 5 episodi (2014-2017)
- Another Period – serie TV, episodio 1x02 (2015)
- You're the Worst – serie TV, episodio 2x10 (2015)
- Mike & Molly – serie TV, episodio 6x01 (2016)
- Difficult People – serie TV, episodio 2x03 (2016)
- Veep - Vicepresidente incompetente (Veep) – serie TV, 5 episodi (2016-2017)
- Papà a tempo pieno (Man with a Plan) – serie TV, 13 episodi (2016-2017)
- I'm Sorry – serie TV, episodio 1x01 (2017)
- Search Party – serie TV, 4 episodi (2017)
- Lodge 49 – serie TV, episodio 2x10 (2019)
- Hacks – serie TV, episodio 2x07 (2022)

## Doppiatrici italiane
Nelle versioni in italiano dei suoi film, Jessica Chaffin è stata doppiata da:
- Monica Bertolotti in Zoey 101
- Benedetta Degli Innocenti in Papà a tempo pieno
- Tatiana Dessi in Corpi da reato
- Marina Guadagno in Desperados
- Micaela Incitti in New Girl
- Lorella De Luca in Sam & Cat

Da doppiatrice è stata sostituita da:
- Michela Alborghetti in Big Mouth